# Francisco José Campaner
 Francisco José Campaner  (Ribeirão Bonito, 9 de janeiro de 1962 — Ribeirão Bonito, 26 de dezembro de 2019), mais conhecido como Chiquinho Campaner, foi um político e advogado brasileiro. Foi prefeito da cidade de Ribeirão Bonito de 1 de janeiro de 2017 até o dia 26 de dezembro de 2019, quando foi assassinado. Era advogado e cumpriu mandatos como vereador na cidade e chegou a ser presidente da Câmara.

## Controvérsias
Recentemente, foi alvo de investigação por improbidade administrativa, pelo suposto uso de dinheiro público utilizada para fazer propaganda pessoal em uma revista da região. O caso foi arquivado. O pedido de cassação também foi rejeitado pela Câmara.

## Morte
Foi morto a tiros em Ribeirão Bonito, na tarde de 26 de dezembro de 2019, ele estava juntamente com o seu chefe de gabinete e um amigo, que ficaram feridos. 
De acordo com informações da EPTV, da região de São Carlos, Campaner estava em uma estrada de terra na zona rural da cidade.